# Tuesday Vargas
Marizel Sarangelo, conocida artísticamente como Tuesday Vargas (Sampaloc, 9 de noviembre de 1980) es una cantante pinoy pop, actriz y presentadora de televisión de la red "TV5 Talentadong Pinoy" filipina, nacida en Manila. Ella fue alumna de la "Manila Science High School", junto a Michael V., un reconocido comediante, actor de televisión y cantante filipino. Quien fue su compañero de curso, cuando ambos cursaban la escuela secundaria.

## Como presentadora de televisión
- Good Morning Club (TV5)
- Game N Go (TV5)
- Cooking Kumares (TV5)
- Toda Max (ABS-CBN)
- Talentadong Pinoy (TV5)
- Lokomoko U (TV5)
- Hey it's Saberdey! (TV5)
- Lucky-lucky Me (TV5)
- Hapi-er Togeder (TV5)
- P.O.5 (Party On Five) (TV5)
- Show Me Da Manny (GMA Network) - as Shakira
- Sonny (GMA Network)
- Sine Novela: Kaputol ng Isang Awit (GMA Network)
- Lupin (GMA Network)
- Mga Mata ni Angelita (GMA Network)
- Magic Kamison (GMA Network)
- Sineserye Presents: Hiram na Mukha (ABS-CBN)
- Love Spell: Home Switch Home (ABS-CBN)
- Komiks Presents: Da Adventures of Pedro Penduko (ABS-CBN)
- Bituing Walang Ningning (ABS-CBN)
- Samad (ABS-CBN)

## Actuaciones en escenarios
- Legally Blode - Serena (Mermaid)

## Películas
- Keka (2003)
- First Time
- Liberated (2003)
- Mr. Suave (2003)
- Captain Barbell (2004)
- Liberated 2
- Lastikman Unang Banat (2004)
- Let the Love Begin (2005)
- Say That You Love Me (2005)
- Hari ng Sablay (2005)
- Coup Betat (2006)
- I Will Always Love You (2006)
- Kasal, Kasali, Kasalo (2006)
- Sakal, Sakali, Saklolo (2007)
- Here Comes the Bride (2010)
- Ang Turkey Man ay Pabo Din (2013)

## Singles
- Babae po ako
- Kuya! Wag Po